# Толстая, Степанида Алексеевна
Графиня Степани́да Алексе́евна Толста́я (урожённая Дура́сова; 1742, Москва — 1821) — помещица, владелица суконных фабрик.

## Биография
Родилась в Москве в 1742 году. Происходила из богатейшего рода Дурасовых, внучка золотопромышленника Ивана Семёновича Мясникова. Получила хорошее домашнее образование. В 1780-х годах вышла замуж за Фёдора Андреевича Толстого, происходившего из обедневшей ветви знатного графского рода Толстых. Её приданое составляло значительную земельную собственность в Ардатовском уезде Нижегородской губернии. К 1783 году владела селом Елизарьевым, куда Толстая переселила часть крепостных крестьян из принадлежавшего ей села Ивановки под Москвой. В Елизарьеве имелась суконная фабрика. С целью расширения производства приобрела у князя Дмитрия Евсеевича Цицианова часть села Круглые Паны и село Силёво — в обоих имелись суконные фабрики. Позднее устроила суконное производство в Дивееве, Яковлевке и Князь-Иванове. Производимое фабриками Толстой сукно шло в том числе на военные заказы. К концу жизни Толстой количество работников на её фабриках достигало 800 человек, из которых половину составляли крепостные, а вторую половину — вольнонаёмные. Всем производством управляла лично, муж Степаниды Алексеевны хозяйством не занимался. Скончалась в 1821 года. После её смерти суконные фабрики перешли к её дочери Аграфене Фёдоровне Закревской.